# کواسپود
کواسپود (انگلیسی: Cuaspud) نام شهری در کشور کلمبیا است.